# Sammy Price

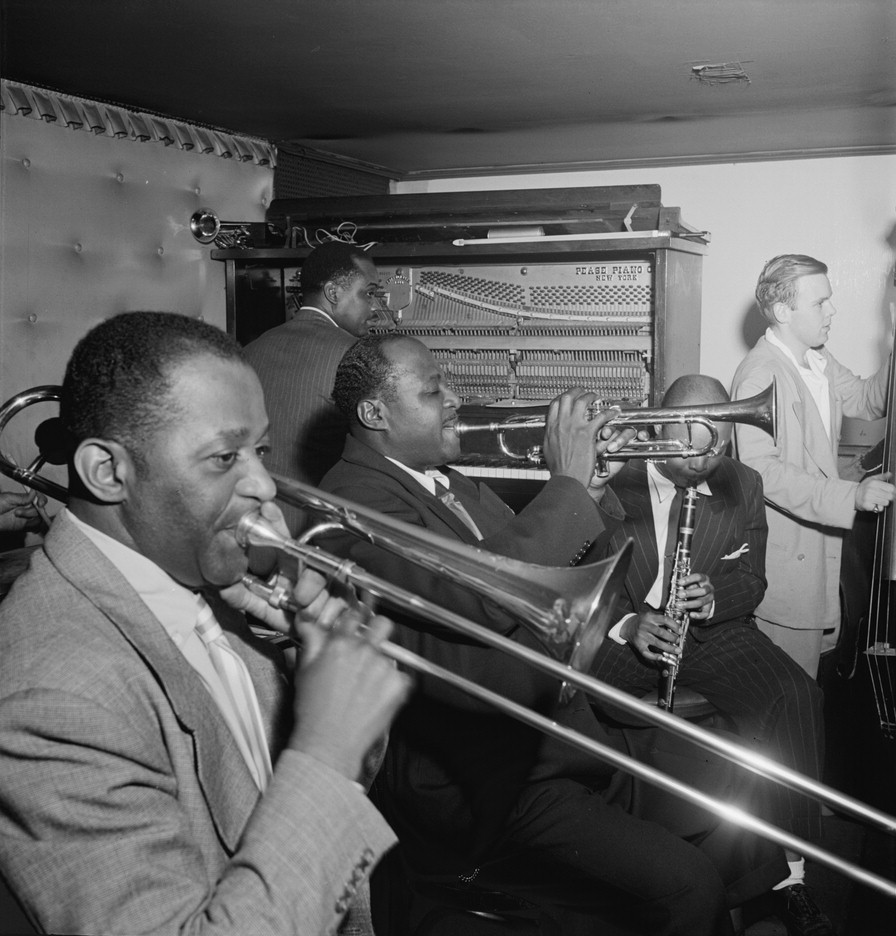
Wilbur De Paris (1900 - 1973), Sidney De Paris, Eddie Barefield (1909 - 1991) y Charlie Traeger; al fondo, al piano, Sammy Price. Sesión en Jimmy Ryan's; julio de 1947.

Sammy Price (Samuel Blythe Price, 6 de octubre de 1908 - 14 de abril de 1992) fue un líder de banda y pianista de jazz estadounidense. Su nombre de nacimiento fue Samuel Blythe Price, nacido enin Honey Grove, Texas. Price fue conocido por su trabajo en su propia banda de Decca Records, conocida como Texas Bluesicians, que incluía a músicos como Don Stovall y el trompetista Emmett Berry (1915 - 1993). También es reconocido por su colaboración de más de una década junto al también trompetista Henry "Red" Allen (1906 - 1967).
A comienzos de su carrera, Price fue vocalista en salas de conciertos del área de Dallas. Vivió y tocó jazz en Kansas City, Chicago y Detroit. En 1938 Decca Records lo contrató como músico de sesión para acompañar a otros artistas tocando el piano, asistiendo a cantantes como Trixie Smith y Sister Rosetta Tharpe.
Más adelante, tocó de forma habitual en el Roosevelt Hotel de Nueva York y en el Crawdaddy Restaurant, un local temático de Nueva Orleans ubicado en Nueva York a mediados de los años 70. Tanto Benny Goodman como Buddy Rich tocaron con Price en esa sala. En los años 1980, Price comenzó a tocar en el bar del hotel Copley Plaza, de Boston.
Murió en abril de 1992, a la edad de 83 años.